# Ablution (musikgrupp)
Ablution var en musikgrupp som bestod av svenska och brittiska musiker. 
Anders Henriksson var producent och bandet kan delvis ses som en fortsättning av det tidigare projektet Baltik, men nu spelade man progressiv jazz med vissa latinska influenser. Medlemmar var Janne Schaffer (gitarr), Björn J:son Lindh (flöjt, keyboards), Pete Robinson (keyboards), John Gustafson (bas), Barry de Souza (trummor, trumpet), Malando Gassama (percussion) och Ola Brunkert (trummor). År 1974 utkom albumet Ablution (CBS 80536).